# ハンガリーの歴史

ハンガリー王国の歴史的境界

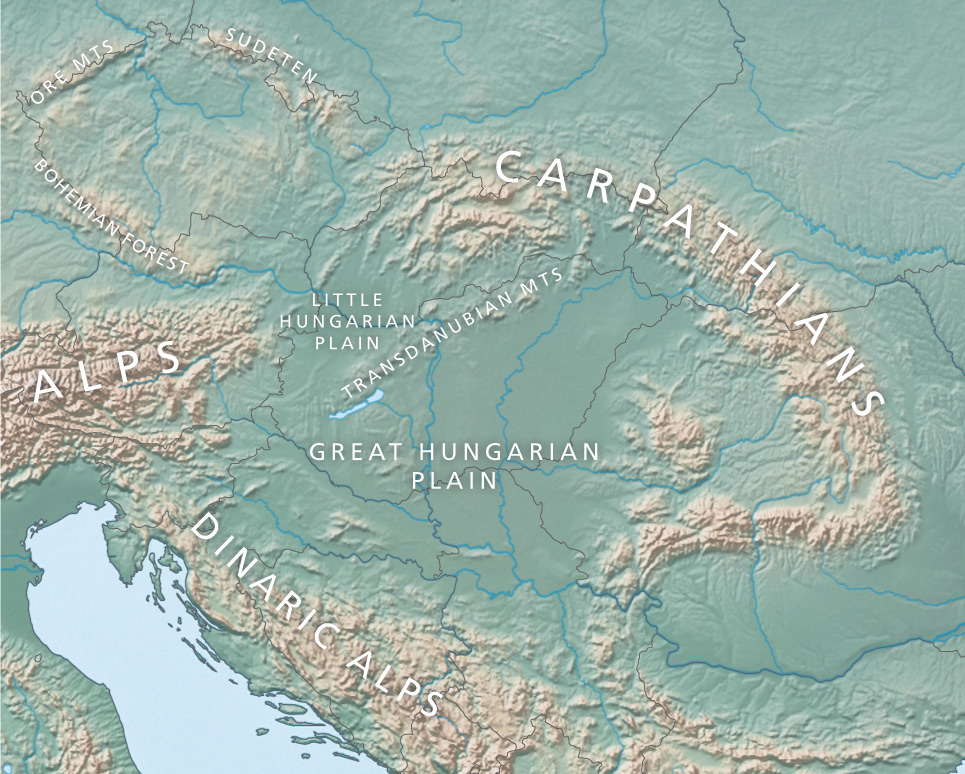
ハンガリー平原とそれを取り囲む山々。山々に囲まれた平原でハンガリーの歴史は展開された。

ここでは、ハンガリーの歴史について記述する。ハンガリーはヨーロッパのほぼ中央、東ヨーロッパの山岳地帯の中でドナウ川中流に盆地状に開けた平原を国土とする。この盆地は冷涼で乾燥した草原が広がり、遊牧に適した地理的条件を有するため、中央ユーラシアのステップ地帯から繰り返しヨーロッパに侵入した多くのアジア系遊牧民集団の多くは、ここに根拠地を置いた。彼らはやがてキリスト教世界の一員になり、スラブ人などの周辺民族や、オーストリア・オスマン帝国などの周辺諸国の影響を受けつつ盛衰を経た。冷戦の時代には、共産主義圏にあっていち早く民主化を進め、東欧革命の芽を蒔いた。

## 概史

### 建国まで
この地域は、1世紀にはローマ帝国が属州パンノニアを置いた。4世紀にローマ帝国が衰退し、ゲルマン人の移動が始まると、この地にゴート族が到来した。その後、ドナウ川中流の良質の平原に着目して、5世紀にフン族、6世紀にアヴァール人などテュルク系と見られる遊牧民の勢力がそれぞれ到来し定着した。
5世紀あたりからウラル山脈の中南部～アゾフ海北岸周辺からウゴル系遊牧民であるマジャル人が、テュルク系のオグール（ブルガール人）と混合を繰り返して、9世紀になると黒海北岸～ロシア南部のヴォルガ川南岸付近の広大な草原地帯に到達した。その後、大首長（ジュラ）アールパードは共同統治者の名誉最高首長（ケンデ）クルサーンとともにバルカン半島を経由して、ハンガリー平野この地に移住してきた。アールパードはパンノニア平原を根拠とし、アールパード家の祖となり、ドイツ南東部のバイエルンなど東・中部ヨーロッパ各地を騎馬で蹂躙し、同時期の海のヴァイキングとともに怖れられた。
しかし、955年にアールパードの孫タクショニュはレッヒフェルトの戦いでオットー1世に敗れると、今までの部族の風習であるシャーマニズムによる自然崇拝を放棄し、カトリックによるキリスト教に改宗して、パンノニア平原に統一王国建設を開始した。同時に現地のスラヴ人（南スラヴ人・西スラヴ人）やラテン人やドイツ人（オーストリア人）と上記のテュルク系など多くの民族と混血して、現地に同化した。

### ハンガリー王国

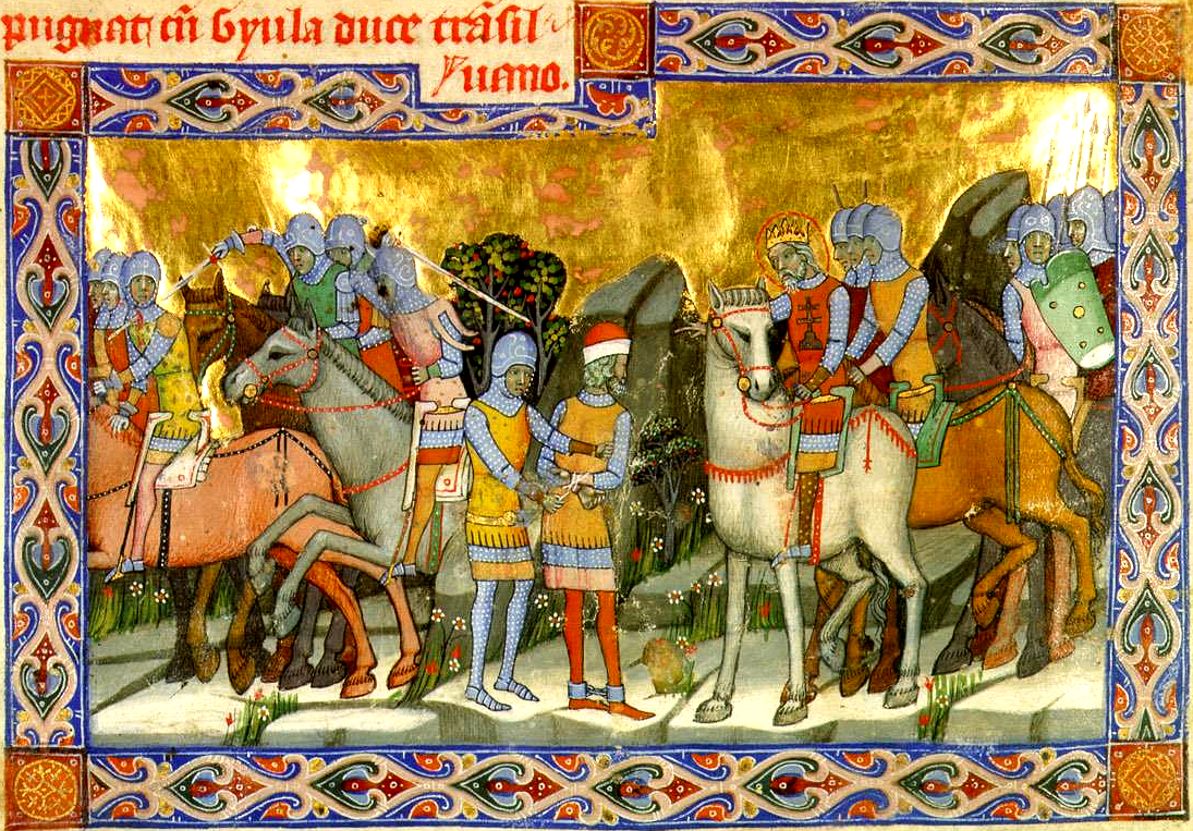
イシュトヴァーン1世と軍勢を描いたミニアチュール

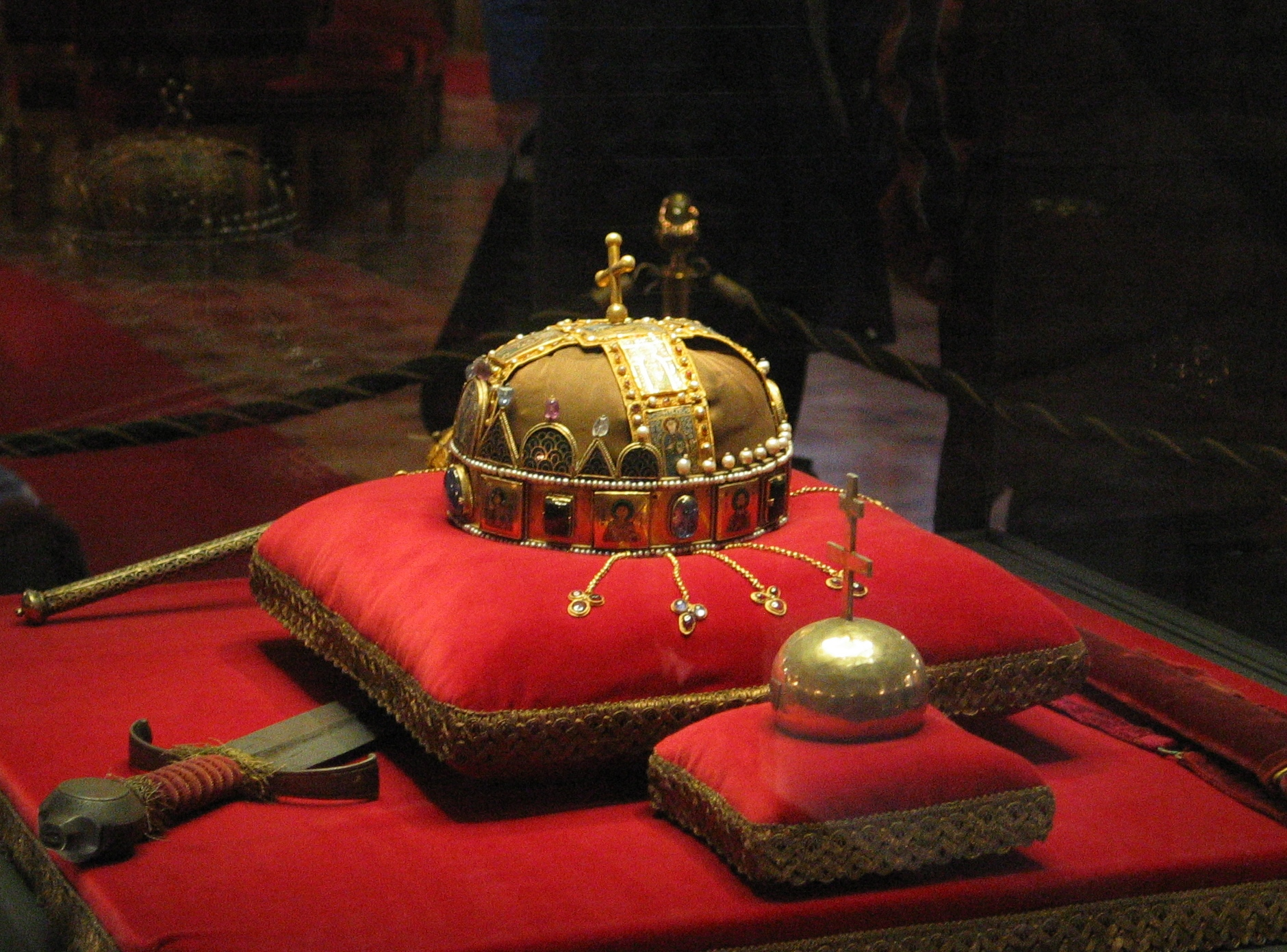
聖イシュトヴァーンの王冠と宝器

1000年にタクショニュの孫であるアールパード家のイシュトヴァーン1世が本格的にキリスト教に改宗すると、ローマ教皇からハンガリー国王として聖別を受け戴冠し、ヨーロッパ世界の一員となった。それからのハンガリー王国は北部のスロヴァキア（モラヴィア）、南部のクロアチアのスラヴ人を支配下に入れ、さらにルーマニアトランシルヴァニアにも勢力を伸ばした。この頃がハンガリーの絶頂期であり、中欧の強国として君臨していた。この時代の領域は聖イシュトヴァーンの王冠の地と呼ばれ、以後ハンガリーの歴史観において重要な位置を占めた。このためハンガリー王となるものは聖イシュトヴァーンの王冠を頂く者であるという概念が生まれた。
1240年にはモンゴル帝国のバトゥによる侵略を受け、甚大な被害を受けた（モンゴルのポーランド侵攻）。この経験を経たことでハンガリー国王は防衛体制を整える必要に迫られ、貴族層に土地を与えて彼らの主導で堅固な城塞を築かせていった。同じく防衛上の観点からも城壁を持つ都市の発展が求められ、従来までの都市のほか、新たにドイツ人の入植を契機とした都市も形成・発展した。その例として、シビウ、ブラショフ、ビストリツァ、コシツェなどが挙げられる。
その後1301年にアールパート朝が断絶すると選挙王制となり、1308年にナポリ王国のアンジュー家から王が出た（ハンガリー・アンジュー朝）。以後世襲王朝が続き、その間ハンガリー王だけでなくポーランド王も兼ねるようになったが1395年に断絶した。15世紀にはトランシルヴァニア貴族のフニャディ家のマーチャーシュ1世の頃に強盛を極めた。

### ハプスブルク帝国とオスマン帝国
14世紀になると東方からオスマン帝国が興隆し、コソボの戦い以後バルカン半島に進出してきた。神聖ローマ皇帝でハンガリー王のジキスムントは連合十字軍を組織し、対抗したが1396年ニコポリスの戦いで敗北した。ハンガリーはオスマン帝国の脅威にさらされ、1526年のモハーチの戦いでは国王ラヨシュ2世が戦死する大敗を喫し、ヤギェウォ王家は断絶した。王冠は姻戚関係にあったオーストリア大公のハプスブルク家が継承することになった。
ハンガリーを征服したオスマン帝国のスレイマン1世はハンガリーを直轄地（オスマン帝国領ハンガリー）とし、トランシルヴァニアを保護領とした（トランシルヴァニア公国）。ハプスブルク家はハンガリーの北部と西部を支配し（王領ハンガリー）、ハンガリーは150年近くにわたり分割支配され、両国の係争地とした。
1683年の第二次ウィーン包囲以後の大トルコ戦争を経て1699年に結ばれたカルロヴィッツ条約で、ハンガリーのほぼ全域がハプスブルク家のものとなった。これに反発したハンガリー人貴族ラーコーツィ・フェレンツ2世との間で民族解放運動が戦われることとなったが、1711年には鎮圧された。

### オーストリア＝ハンガリー二重帝国

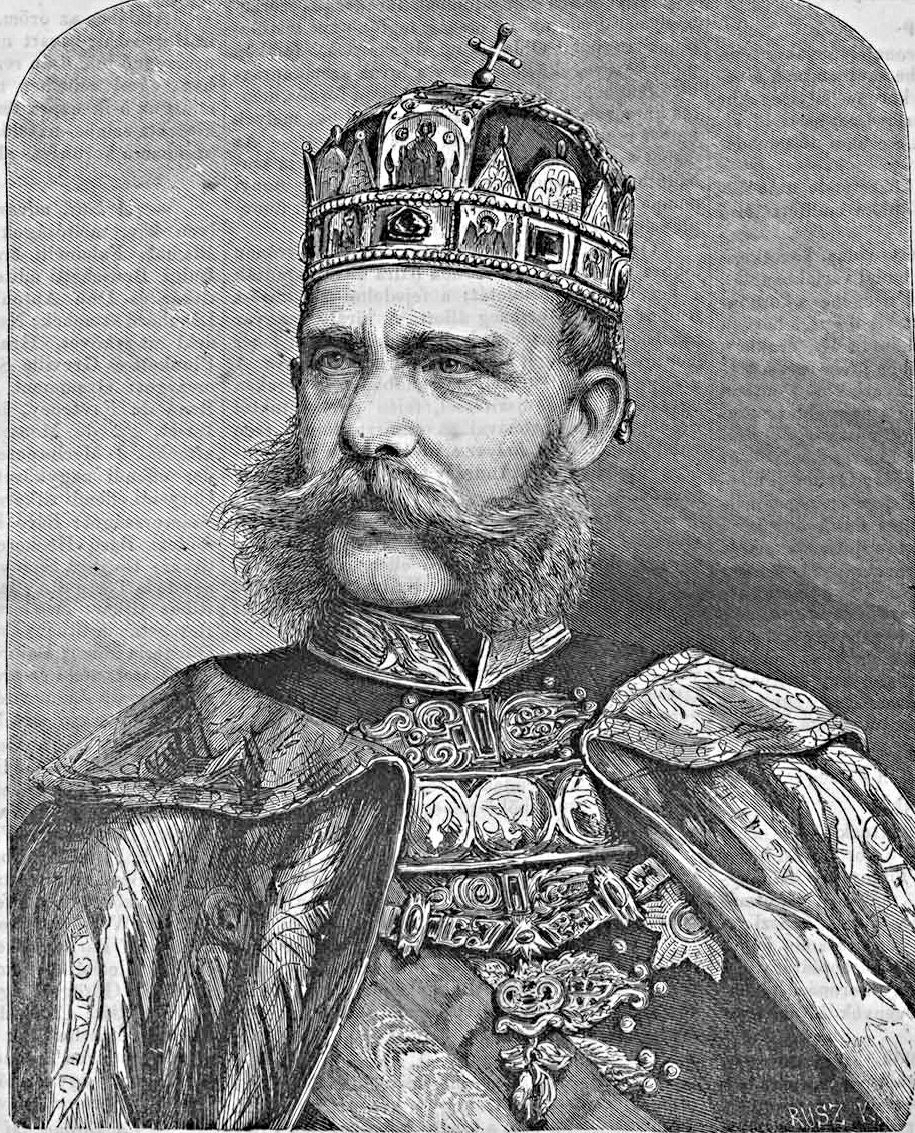
聖イシュトヴァーンの王冠を戴冠するフランツ・ヨーゼフ1世

19世紀が中盤にさしかかるとハプスブルク帝国のヨーロッパでの影響力は相対的に低下し始めた。
1848年の2月革命でオーストリアが混乱すると、3月にコシュート・ラヨシュはペシュトで武装蜂起し（ペシュト蜂起）、自治政府を設立した。しかし国内の安定を取り戻したオーストリア軍に鎮圧されると、コシュートはハンガリーの独立を宣言して再びブダペストを奪回した。しかしオーストリア軍とロシア軍の前に敗れ、独立は失敗した（ハンガリー革命）。
しかし1866年にプロイセン王国との普墺戦争に敗北してドイツでの覇権を喪失するなど弱体化した帝国内部では、ハンガリー人や他の被支配民族の独立運動はなおも活発化した。
これを危惧したフランツ・ヨーゼフ1世はハンガリー人とともに帝国の支配の強化を図り、1867年にハンガリー王国の自治権拡大を認めた。そして自らがオーストリア皇帝とハンガリー国王を兼ねることで、オーストリア＝ハンガリー帝国が成立した。これは帝国を維持したいオーストリア政府と、自治権の一層の強化を求めるハンガリー貴族の両者の利害が一致してできた融和と妥協の産物で、「アウスグライヒ」（和協）と呼ばれる。しかしハンガリー王国内には独自の内閣や議会も置かれ、帝国に対するハンガリーの影響力は強まった。
19世紀末のハンガリーでは資本主義が勃興し、民族主義が高揚した。首都ブダペストは地下鉄が整備されるなどヨーロッパ有数の近代都市としての装いを調え、繁栄した。

### 2つの世界大戦

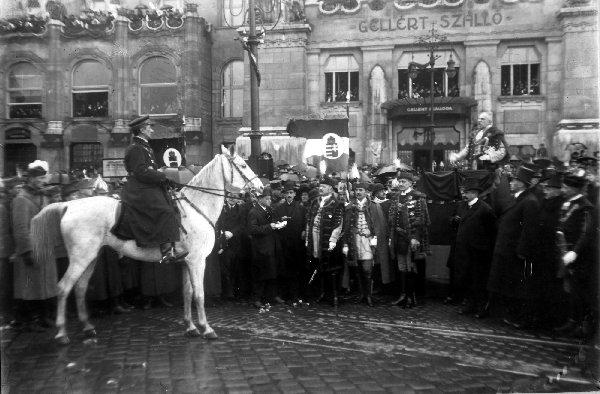
ブダペストで騎乗するホルティ・ミクローシュ。1919年11月16日

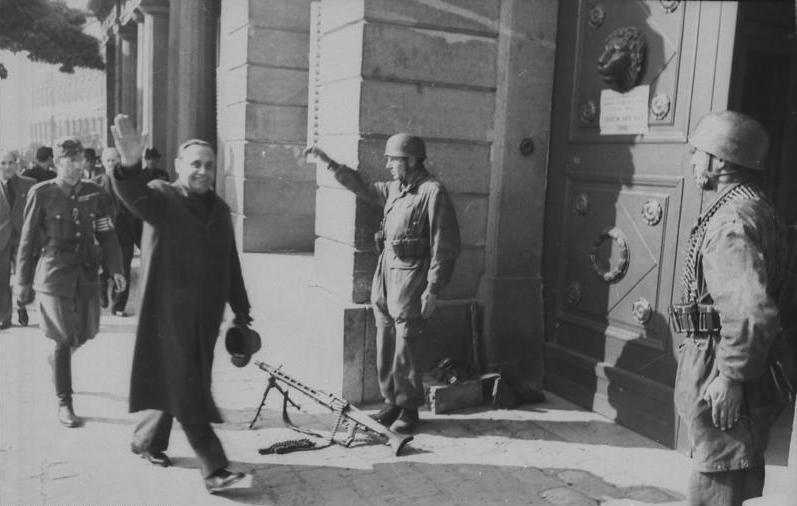
クーデターの後、摂政宮殿に入るサーラシ・フェレンツ。1944年10月18日。

1914年に第一次世界大戦が勃発すると、オーストリア＝ハンガリー帝国は中央同盟の一翼を担い戦ったが、1918年に敗北した。11月16日にカーロイ・ミハーイの主導によりハンガリー人民共和国が二重帝国から独立した。しかし共和国の軍事力は弱体であり、東部のトランシルヴァニアをルーマニア王国に、北部ハンガリー（スロバキア・カルパティア・ルテニア）をチェコスロバキアに占領された。
1919年3月21日、クン・ベーラを首班とするハンガリー共産党が革命を起こし、ハンガリー・ソビエト共和国が成立した（ハンガリー革命）。しかしルーマニアの介入と海軍提督ホルティ・ミクローシュのハンガリー国民軍の蜂起により8月6日にソビエト共和国は崩壊した（ハンガリー・ルーマニア戦争）。
1920年3月1日、ホルティはハンガリー王国の成立を宣言した。しかし国王候補が定まらなかったため、ホルティが摂政として支配を行うことになった。6月4日、ハンガリーの領域を確定するため、パリにおいてトリアノン条約が結ばれた。この条約によりハンガリーは北部ハンガリー、トランシルヴァニア、ヴォイヴォディナ、ブルゲンラント、ガリツィアなど領域の大半を失い、さらに莫大な賠償金も支払うことになった。このためハンガリーは右傾化し、領土回復を狙うようになった。
ホルティはナチス・ドイツと協調し、ドイツの軍事力を背景にミュンヘン協定やウィーン裁定で北部ハンガリーの一部と北トランシルヴァニアを回復することに成功した。このため1941年に、ドイツによるユーゴスラビア侵攻が発生すると侵攻に参加した。ハンガリー軍はユーゴスラビアからヴォイヴォディナを奪回し、占領を続けた。
同年6月22日に始まった独ソ戦においてもハンガリーはドイツ側につき、ソビエト連邦への攻撃を行った。
ハンガリーはイギリスから他のドイツ同盟国（ルーマニア、フィンランド）とともに対ソ戦線における停戦を求められたが、三か国はこれを拒否。同年12月5日、イギリスがハンガリーに対して宣戦を発表し、枢軸国側の一員として戦うことが決定づけられた。
ドイツの敗色が濃くなると、ホルティは単独講和に乗り出したため、1944年10月15日にドイツの支援を受けた矢十字党のクーデターが発生した（パンツァーファウスト作戦）。矢十字党のサーラシ・フェレンツが首相となり、ホルティは摂政を退位し亡命した。矢十字党はユダヤ人の移送などドイツの政策に協力し、また連合軍との戦闘の継続を宣言した。
しかし、既にソ連軍が国土の大半を奪取する中で、翌1945年2月13日には首都ブダペストも陥落し（ブダペストの戦い)、矢十字党の政権も短命に終わった。
この戦闘でドイツ、ソ連両軍により街は徹底的に破壊され、またソ連軍により市民の女性の多くが強姦された。
矢十字党の政府はハンガリー・ドイツ国境付近で戦いを続けたが、ドイツの降伏により消滅した。

### ハンガリー人民共和国
第二次世界大戦後の1946年に王制は廃止され、ハンガリー共和国（第二共和国）が成立した。しかしハンガリーはスターリン指導のソビエト連邦の影響下に置かれ、共産主義政党ハンガリー勤労者党の影響が拡大した。1949年にはハンガリー人民共和国が成立し、東側諸国に組み込まれた共産主義体制の一党独裁制国家となった。勤労者党の書記長ラーコシ・マーチャーシュは忠実なスターリン主義者であり、反対勢力の粛清を行った。

### ハンガリー動乱
しかし1956年にソ連のフルシチョフが「スターリン批判」を行い非スターリン化を始めると、ラーコシは失脚した。しかし後継のゲレー・エルネーもスターリン主義者であったため、反発した市民は大規模なデモを起こした。また、圧制の象徴であった秘密警察ハンガリー国家保衛庁の建物が襲撃され、職員が市民の私刑を受けることになった。
これを押さえきれなかった政府は、国民に人気のあった前首相ナジ・イムレを首相に就任させ事態の収拾を図った。しかし事態を重く見たソ連は介入を決定し、ソビエト連邦軍とワルシャワ条約機構軍がハンガリーに侵攻した。この結果、市民およそ約2万人が殺害され、ナジを始めとした多数の幹部が処刑された。また20万人以上の難民がハンガリーから逃れた。

### グヤーシュ・コミュニズム
動乱によりハンガリー勤労者党が崩壊したため、ハンガリー社会主義労働者党が新たに樹立された。新首相となったカーダール・ヤーノシュはナジの路線を断ち切り、ソ連との友好を協調することで動乱後の混乱を収めた。
1961年、カーダールは融和的新路線を打ち出し穏健な政治路線を踏み出した。1968年には新経済メカニズムと称する経済改革が行われ、市場経済が導入された。これ以降のハンガリーの政治体制はグヤーシュ・コミュニズム（en:Goulash Communism）と呼ばれている。ハンガリーは他の東欧諸国に比べて経済状態は良好であったが、カーダール政権が長く続くにつれ、徐々に停滞していった。

### 共産主義政権の終焉
1980年代、ソ連のゴルバチョフ書記長がペレストロイカを推進すると、社会主義労働者党政権は改革派が主導するようになり、急速な民主化を進めた（ハンガリー民主化運動）。憲法改正が行われ、社会主義労働者党は一党独裁制を放棄して西欧流の社会民主主義を志向するハンガリー社会党へ改組し、国名も「ハンガリー共和国」に変更された（第一共和国（ハンガリー民主共和国）、第二共和国に次ぐ共和政体として「第三共和国」と称される）。
1989年にはハンガリーはオーストリアとの間の「鉄のカーテン」を撤去し、いわゆる「汎ヨーロッパ・ピクニック事件」を起こした。これらは他の東欧の共産主義諸国にも影響を与え、東欧革命を急速に促し、ベルリンの壁崩壊および1990年のドイツ再統一、1991年のソビエト連邦の崩壊など一連の冷戦終焉に向かう流れを生んだ。

### 現在のハンガリー

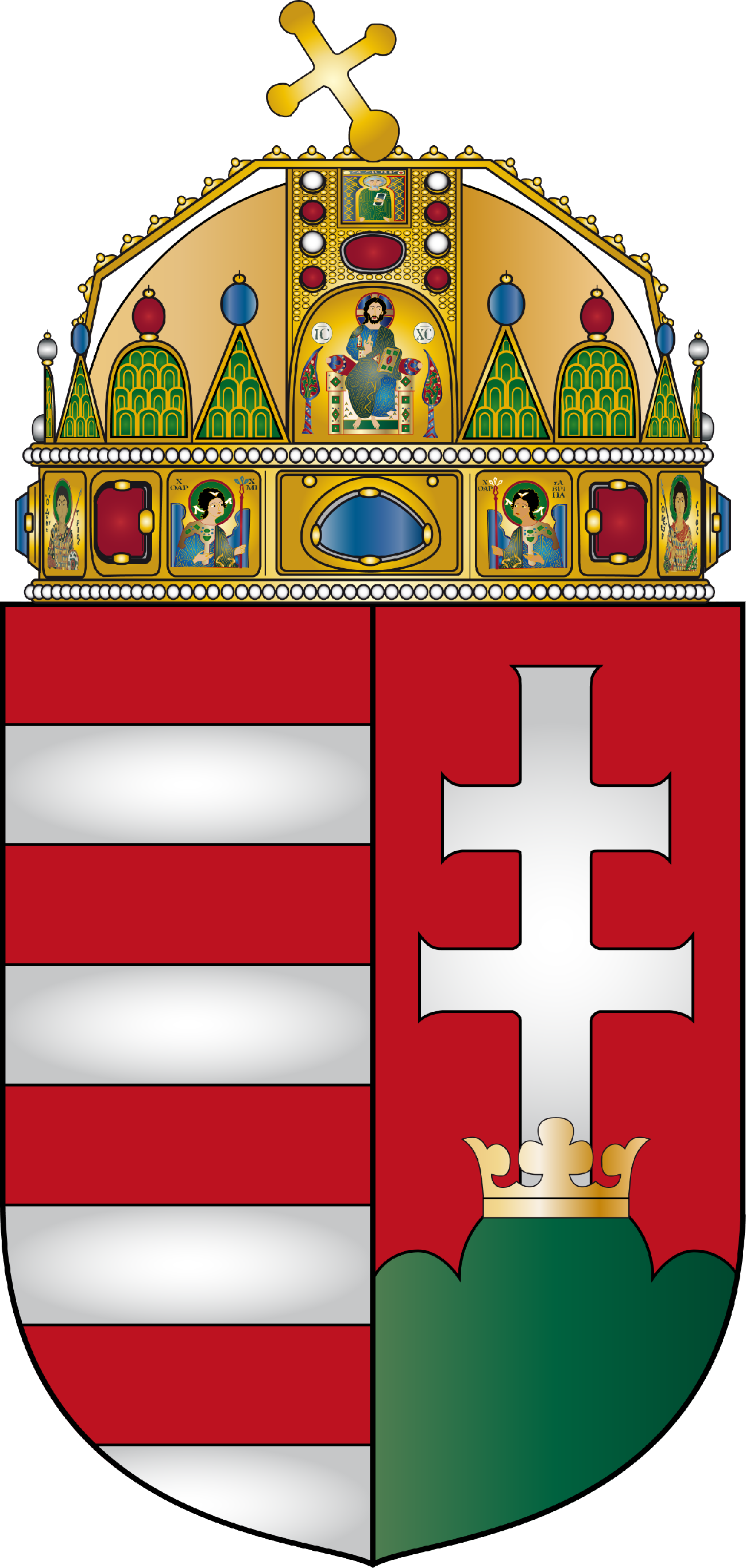
1990年以降のハンガリーの国章。

1990年には複数政党による選挙が行われ、民主フォーラムが第1党となり社会主義政権に終止符が打たれたが、政権運営の行き詰まりから1994年社会党が政権に復帰した。1997年から経済が好転し、「旧東欧の優等生」と呼ばれるようになった。
1996年には経済協力開発機構、1999年に北大西洋条約機構、2004年にヨーロッパ連合に加盟した。一方、2010年から政権を率いるヴィクトル・オルバーンは、親露・極右路線に舵を切り、反LGBT法案などEUと一線を画す政策を推し進める。